# All-Ireland Senior Football Championship 1982
L'All-Ireland Senior Football Championship 1982 fu l'edizione numero 96 del principale torneo di calcio gaelico irlandese. Kerry puntava a raggiungere il pokerissimo di vittorie consecutive, ma Offaly riuscì a ribaltare il pronostico e a sconfiggere in finale i rivali, ottenendo la rivincita dell'anno precedente. Il tutto si decise nel finale quando Seamus Darby di Offaly ribaltò il risultato con uno dei goal più belli della storia dello sport.

## Semifinali
| Dublino 15 agosto 1982 | Armagh | 1-11 – 3-15 | Kerry | Croke Park |

| Dublino 22 agosto 1982 | Galway | 1-11 – 1-12 | Offaly | Croke Park |

### Finale
| Dublino 22 agosto 1982 | Offaly | 1-15 – 0-17 | Kerry | Croke Park |